# الفقر في النرويج
لقد ظل الفقر في النرويج يتراجع منذ الحرب العالمية الثانية وحتى الأزمة المالية العالمية. إنه يتزايد الآن ببطء، وهو أعلى بكثير بين المهاجرين من الشرق الأوسط وأفريقيا. قبل إجراء تحليل للفقر، يجب أولًا تحديد تعريف الفقر، لأنه مصطلح غير موضوعي. ينحرف قياس الفقر في النرويج عن القياس الذي تستخدمه منظمة التعاون الاقتصادي والتنمية. لطالما كانت النرويج نموذجًا عالميًا ورائدة في الحفاظ على مستويات منخفضة من الفقر، وتوفير مستوى المعيشة حتى لأفقر مواطنيها. تجمع النرويج بين اقتصاد السوق الحر ونموذج الرفاهية لضمان مستويات عالية من الدخل، وتكوين الثروة، والتوزيع العادل لهذه الثروة. لقد حققت مستويات غير مسبوقة من التنمية الاقتصادية، والمساواة، والازدهار.

## تعريف الفقر
المقياس الأكثر استخدامًا لتعريف الفقر الاقتصادي في النرويج هو الدخل الذي يقل عن 60% من متوسط السنوي للإنفاق المعادل لدخل الأسرة. بموجب هذا التعريف، عاش 9.4% من الأطفال النرويجيين الذين تتراوح أعمارهم بين 0-17 عامًا تحت خط الفقر في عام 2014، والذي ارتفع من 7.6% في عام 2006. ومع ذلك، فإن مقياس الفقر المدقع ليس شائعًا لأنه يكاد يكون معدومًا في النرويج. من العناصر الهامة الأخرى لتعريف الفقر التمييز بين الفقر المستمر والفقر المؤقت، لأنه من الشائع أن يمر الطلاب والمهاجرون الجدد بفترات عسر مؤقتة أثناء استقرارهم في مرحلة جديدة من حياتهم. نتيجة لذلك، فهي ليست مشكلة بقدر الفقر المستمر، وتتضافر جهود صانعي السياسات في معالجة هذه القضية بصورة صحيحة. وضعت النرويج معيارًا أعلى بكثير للفقر من معظم الدول الأخرى في منظمة التعاون الاقتصادي والتنمية التي تستخدم 50% من متوسط الدخل الوطني كمقياس قياسي للفقر النسبي، ونتيجة لذلك فإن المعدل الفعلي للفقر مقارنة بالدول الأخرى أقل مما تشير إليه البيانات.

## معدل انتشار الفقر في النرويج
بالمقارنة مع بقية العالم، ظل الفقر في النرويج منخفضًا. يتركز الفقر في النرويج في المدن الكبرى مثل أوسلو. 43% من فقراء النرويج هم من المهاجرين، على الرغم من أنهم يشكلون فقط نسبة 16.3% من سكان النرويج. معدل انتشار الفقر أعلى بين سكان الشرق الأوسط وأفريقيا. ومع ذلك، فإن الفقر المدقع في النرويج شبه معدوم. 74% ممن تتراوح أعمارهم بين 15 و64 عامًا في النرويج لديهم وظيفة مقارنة بمتوسط منظمة التعاون الاقتصادي والتنمية البالغ 67% وهذا يساهم في انخفاض معدلات الفقر. لكن بين عامي 2013 و2017، ارتفع معدل الفقراء من 7.7% إلى 9.7%، وهو ما يتماشى مع اتجاه زيادة الفقر والتفاوت الاقتصادي في العالم المتقدم. ويمكن أن تُعزى هذه الزيادة أيضًا إلى الآثار اللاحقة للأزمة المالية العالمية 2007/2008. يعتمد الاقتصاد النرويجي بشكل كبير على تجارة النفط وتعتمد العديد من برامج الرفاهية على صادرات النفط، بالتالي يميل انخفاض أسعار النفط والصادرات إلى زيادة الفقر، كما أن زيادة الأسعار والصادرات لها تأثير معاكس. على الرغم من أن معدل انتشار الفقر منخفض، فهو يتزايد بمعدل أسرع من معظم دول منظمة التعاون الاقتصادي والتنمية الأخرى، وينعكس هذا أيضًا في زيادة التفاوت في الدخل والثروة في النرويج. ومن المرجح أن تؤدي هذه الزيادة في الفقر إلى زيادة في تعاطي المخدرات، والتشرد، وارتفاع معدلات الجريمة مما يزيد من تقييد الحراك الاقتصادي. يبدو أن نمو التفاوت في الدخل يرتبط بنمو الفقر. ارتفع مؤشر جيني، وهو المقياس الأكثر استخدامًا للتفاوت الاقتصادي في النرويج، من 26.4 في عام 2006 إلى 27.5 في عام 2017، مما يشير إلى زيادة تدريجية في التفاوت.